# 磯部弘
磯部 弘（いそべ ひろし、1961年10月25日 - ）は、日本の声優、俳優、ナレーター。東京都葛飾区出身。青二プロダクション所属。本名・旧芸名は磯部 邦弘（いそべ くにひろ）。

## 来歴
中学時代は少林寺拳法を習っていた。
明治学院高等学校時代、サッカーとBOWWOW、ディープ・パープルのコピーバンドを組み、ギターとボーカルを担当して熱中していたが、芝居とは無縁であった。高校卒業時、バンドの仲間たちは皆プロのミュージシャンを目指していたが、磯部だけは芝居がしたいため、桐朋学園大学短期大学部演劇専攻科に進学しようと思っていた。
ある時、偶々東京キッドブラザースの『悲しみのキッチン』を見に行ったところ、「団員を募集している」というので、帰りにオーディションのチラシを握りしめ、その夜は自室で柴田恭兵を気取っていた。オーディション当日、芝居のいろはも知らないうちに試験を受け、作文、面接、劇中歌と進めていくが、東京キッドブラザースの歌は全然無知であったことからチャゲ&飛鳥の『ひとり咲き』を歌ってしまった。その時は何気なく受けてみたところ合格したという。大変だったのは合格後で、怒鳴られたり殴られたりは年中で、酒飲み発散してここまできたという。
キッド80を経て、1980年、東京キッドブラザースに入団。同年2月22日、ミュージカル『二月のサーカス』でデビュー。1986年に退団し、1992年に劇団IOHを設立。2006年に解散。小野事務所にも所属していた。

## 人物
資格・免許は普通自動車免許、自動二輪車中型免許。
趣味はランニング、自動車ロングライド、写真。
東京キッドブラザースでは、1982年上演の『ペルーの野球』、1985年上演の『スーパーマーケットロマンス』で柴田恭兵とのダブルキャストを務めた経験を持ち、退団後も柴田が主演していたテレビドラマ『あぶない刑事』にゲスト出演し共演している。
キッドの退団後に設立した「劇団IOH」（アイオー）はキッドの退団メンバーが中心となり旗揚げされた。
声優デビュー後はナレーションでの活動がメインとなっているが、アニメやゲームへの出演、また俳優としてテレビドラマや映画にも出演している。
『テイルズ オブ ファンダム Vol.1』のキャストコメントにて、好きなキャラクターは自身が声を担当したレイスであると語った。
スポーツは東京マラソン、ホノルルマラソンにフルマラソン枠で出場、サイクリング（ロードバイク）、ボクシング、マスターズ陸上などをこなしている。
ボクシングは公演でボクサー役を演じてからやみつきになったという。
C型肝炎を患い、インターフェロン治療と仕事や激しいトレーニングを続けてC型肝炎ウイルスを排除していた。当初は副作用で仕事を辞めるケースがあったために治療を躊躇っていたという。その1年後に、治療中ながらも「東京マラソン2009」に参加するという、一般的に副作用の強い治療の中で、例外的なケースを出した。磯部のC型肝炎ウイルスの遺伝子タイプは日本人に少ないインターフェロンが効きやすいタイプのものであった模様であり、副作用の軽いベータインターフェロンと呼ばれる薬で治療していた。
磯部はマラソンにおいて、C型肝炎治療の副作用を恐れて治療を躊躇しないことをアピールの気持ちに込めて出場した。また、個人によるが副作用が殆どない症例もあるため、一度医師に相談するよう訴えた。マラソンの結果は手元の時計によると「第一回東京マラソン」よりも1分10数秒早い、3時間44秒10秒台を記録したという。走り切ってからは、2週間後に1年間の治療が終わるということである。
父は警察官。母は1985年時点ではクリーニング店を経営していた。弟がいる。

## 出演
太字はメインキャラクター。

### テレビドラマ
- 太陽にほえろ! 第615話「相棒」（1984年、NTV） - 水谷正二 ※磯部邦弘名義
- あぶない刑事 第49話「乱調」（1987年、NTV）※磯部邦弘名義
- 花も実もある（1990年、NHK） - 新谷貢 役
- 世にも奇妙な物語 『石田部長代理の災難』 （1991年、CX）
- 大人は判ってくれない 『運のない男』 （1992年、CX）
- 火曜サスペンス劇場「ラブレター」（1995年、NTV）
- 土曜プレミアム 『奇跡の動物園〜旭山動物園物語〜』（2006年5月13日、CX）

### 映画
- バカヤロー! 私、怒ってます 第二話「遠くてフラれるなんて」（1988年）
- エバラ家の人々（1991年）
- トキワ荘の青春（1996年）
- 39 刑法第三十九条（1999年）
- 模倣犯（2002年）
- 湘南ものがたり「展望台のある島」（2013年）主演・僕 役[24]

### オリジナルビデオ
- 2人のマジカル・ナイト（1991年）

### テレビアニメ
1996年
- イーハトーブ幻想〜KENjIの春（カナイ）
- きこちゃんすまいる（直木龍之介）

1999年
- コレクター・ユイ（東条瞬）
- 週刊ストーリーランド（監視官）

2000年
- とっとこハム太郎（春名ユメ太郎〈ロコパパ〉）

2004年
- 犬夜叉（シャコ）※ビデオ・DVD版

2006年
- 名探偵コナン（2006年 - 2009年、堤英輔、袴田恒夫）
- 夢使い（春の父）
- よみがえる空 -RESCUE WINGS-（吉岡俊夫）

2009年
- 地獄少女 三鼎（御景一彦）

### 劇場アニメ
- 機動戦士ガンダムIII めぐりあい宇宙編 特別版（2000年、カムラン・ブルーム）
- 明日をつくった男 〜田辺朔郎と琵琶湖疏水〜[26]（2003年、田辺朔郎）
- 名探偵コナン 業火の向日葵（2015年、東幸二[27]）

### OVA
- 代紋 TAKE2 第II章（1993年、沖田努）
- アミテージ・ザ・サード（1995年、ズピッシュ）
- 機動戦士ガンダム 第08MS小隊（1996年、声A）
- BLUE GENDER THE WARRIOR（2000年、ハン）

### ゲーム
1996年
- エターナルメロディ（カイル・イシュバーン）

1997年
- スペクトラルフォース（大蛇丸）
- ブシドーブレード（竹科辰美、シュヴァルツ・カッツェ）
- マリア 君たちが生まれた理由（高野潤）

1998年
- スペクトラルフォース2（大蛇丸）
- ブシドーブレード弐（竹科辰美、シュヴァルツ・カッツェ）

1999年
- 純情で可憐メイマイ騎士団 スペクトラルフォース聖少女外伝（大蛇丸）
- スペクトラルフォース 愛しき邪悪（大蛇丸）
- FAVORITE DEAR（リーガル）

2000年
- スペクトラルフォース2 永遠なる奇蹟（大蛇丸）
- テイルズ オブ エターニア（レイシス・フォーマルハウト）

2002年
- テイルズ オブ ザ ワールド なりきりダンジョン2
- テイルズ オブ ファンダム Vol.1（レイス）

2004年
- グランツーリスモ4（車紹介ナレーション）
- 戦国無双（雑賀孫市、ナレーション）
- 戦国無双 猛将伝（雑賀孫市、ナレーション）

2005年
- 激・戦国無双（雑賀孫市）
- スペクトラルフォース クロニクル（大蛇丸）
- テイルズ オブ ザ ワールド なりきりダンジョン3

2006年
- スペクトラルフォース3 イノセントレイジ（大蛇丸）
- 戦国無双2（雑賀孫市、モブ）
- 戦国無双2 Empires（雑賀孫市、モブ）
- NINETY-NINE NIGHTS（ミーフィ）

2007年
- 英雄伝説 空の軌跡SC（ミュラー・ヴァンダール）※PSP版のみ
- 英雄伝説 空の軌跡 the 3rd（ミュラー・ヴァンダール）
- エースコンバット6 解放への戦火（ブリザード）
- 戦国無双2 猛将伝（雑賀孫市、モブ）
- 戦国無双KATANA（雑賀孫市、モブ）
- 無双OROCHI（雑賀孫市）

2008年
- 無双OROCHI 魔王再臨（雑賀孫市）

2009年
- いつかこの手が穢れる時に -SPECTRAL FORCE LEGACY-（大蛇丸）
- 戦国無双3（雑賀孫市）
- テイルズ オブ バーサス（レイス / レイシス・フォーマルハウト）※ミニゲーム「Tales of WALL BREAKER」のみ
- 無双OROCHI Z（雑賀孫市）

2011年
- 戦国無双3 猛将伝（雑賀孫市）
- 戦国無双3 Z（雑賀孫市）
- 戦国無双3 Empires（雑賀孫市）
- 戦国無双 Chronicle（雑賀孫市）
- 無双OROCHI 2（雑賀孫市）

2012年
- 戦国無双 Chronicle 2nd（雑賀孫市）

2014年
- 英雄伝説 碧の軌跡 Evolution（ミュラー・ヴァンダール）
- 英雄伝説 閃の軌跡 II（レオニダス）
- 戦国無双 Chronicle 3（雑賀孫市）
- 戦国無双4（雑賀孫市）

2015年
- 英雄伝説 空の軌跡 FC Evolution（ミュラー・ヴァンダール）
- 戦国無双4 Empires（雑賀孫市）

2018年
- 英雄伝説 閃の軌跡IV -THE END OF SAGA-（レオニダス）
- 無双OROCHI 3（雑賀孫市）

2020年
- テイルズ オブ ザ レイズ（レイス）

2021年
- 戦国無双5（雑賀孫市）

### ドラマCD
- テイルズ オブ ファンタジア アンソロジー1（マグナス）
- テイルズ オブ エターニア（レイス / レイシス・フォーマルハウト、ウルタス・ブイ、使者）
- 英雄伝説 碧の軌跡 Evolution ドラマCD みにどらざんまいII（ミュラー・ヴァンダール）
- 電撃CD文庫 餓狼伝説2（キム・カッファン）
- 電撃CD文庫 餓狼伝説スペシャル（キム・カッファン）
- ドラマCD キーリ（ハーヴェイ）
- 花のあすか組! 外伝（幽鬼）
- パラサイト・イヴ（篠原訓夫）

### 吹き替え

#### 映画
- 愛されちゃって、マフィア（マイク〈マシュー・モディーン〉）※テレビ東京版
- 愛なんていらない（ジュリアン〈キム・ジュヒョク〉）
- IMAX: Under the Sea 3D -アンダー・ザ・シー-（ナレーター[34]）
- ウルヴァリン:X-MEN ZERO（エージェント・ゼロ〈ダニエル・ヘニー〉[35]）
- ジェネックス・コップ（ダニエル〈ダニエル・ウー〉）
- ダンス・ウィズ・ウルブズ（風になびく髪〈ロドニー・A・グラント〉）※テレビ朝日版
- トゥルー・ロマンス（フロイド〈ブラッド・ピット〉）※ソフト版
- モータルコンバット2（リュウ・カン〈ロビン・ショウ〉）
- リトル・ブッダ
- ワイアット・アープ ※ソフト版

#### テレビドラマ
- パワーレンジャー（格闘大会の選手）

### 特撮
- ウルトラシリーズ
  - ウルトラマンガイア（ナレーター、第10話のG.U.A.R.D.隊員の声、第24話のラジオアナウンサーの声、第26話のG.U.A.R.D.司令の声、第44話のワームジャンプシステムのアナウンス、第50話のアナウンサーの声）
  - ウルトラマンコスモス（ナレーター、第6話のTVアナウンサーの声）
  - ウルトラマンメビウス（第27 - 30話のアバンナレーター）
- 生物彗星WoO（VASnewsアナウンサー）

### ナレーション
- 海の向こうで暮らしてみれば
- 情報もぎたてサラダ
- 女神の勝負食
- 世界の果てまでイッテQ!※吹き替え
- 世界ぶっちぎり映像!・THEぶっちぎりTV※吹き替え
- たけしアート☆ビート（2011年4月 - 2012年3月、NHK BSプレミアム）
- ハッピーバースデー!
- トゥナイトII
- 三丁目のポスト
- NHK高校講座 家庭総合
- 発想の原点!
- NHKのスポットナレーター
- ディズニー・チャンネル
- 銀輪の風〜世界の、シクロ・リポート〜 ※番組ナビゲーターとして顔出しで出演することもある。この番組で某自転車レーシングチームに所属する女性選手のナレーションを行った際、ロードバイクの魅力にひきこまれ、後日、自身もロードバイクを購入した
- THE世界遺産（2010年4月4日 - 、TBS）「世界遺産の歩き方」のコーナーのナレーション
- NNNドキュメント（不定期）
- NHK BSプレミアム「エリックのワンダースイーツ」（2012年3月19日 - 30日）
- 東京ランドマーク図鑑（2012年、NHK)
- 世界まる見え!テレビ特捜部 ※声の出演
- SONG TO SOUL〜永遠の一曲〜
- BS11「世界豪華客船紀行」
- 世界遺産 ※声の出演
- サンデースポーツ
- サタデースポーツ
- クローズアップ現代+
- リオデジャネイロパラリンピック（競技のルール紹介のナレーション、2016年、NHK総合）
- みんなで応援!ピョンチャン2018パラリンピック（2018年、NHK総合）
- ハートネットTV
- 驚き!ニッポンの底力「鉄道王国物語」「建築王国物語」（NHK BSプレミアム）
- 3000本!見せます イチロー全安打（NHK BS1）
- ONLY ONE 世界に挑むパラアスリートたちの誓い（2020年3月21日、テレビ大阪）
- BS世界のドキュメンタリー「薄氷のシベリア 温暖化への警告」（2021年11月5日、NHK BS1）
- 聴くドラマ聖書 モーセ5書[36]
- 今井了介のおとめし（2022年3月31日 - 、BSJapanext）

### ラジオ番組
- SOUND COTTON（文化放送）
- 司馬遼太郎短篇傑作選（ラジオ大阪）
  - 第3期4作目「アームストロング砲」（2015年2月 - 3月）
  - 第5期5作目「虎徹」（2017年3月 - 4月）
  - 第7期7作目「雑賀の舟鉄砲」（2019年7月 - 8月）
  - 第13期3作目「結城秀康」（2024年12月 - 2025年1月）
    - 第13期は「もう一度聴きたい、司馬遼太郎短篇傑作選」と題したリクエスト企画で、朗読パートは基本的には第11期までの作品の再放送となるところ、中井和哉（第12期まで皆勤）の朗読作品が複数選出されたことから、2作目「芹沢鴨の暗殺」（2024年11月 - 12月）の置鮎龍太郎に続き青二プロの同僚によって中井朗読作品を再収録。

### その他コンテンツ
- 東京ディズニーシーのアトラクションの声を担当[37]。
  - ストームライダー（キャプテン・デイビス）
  - ニモ&フレンズ・シーライダー（ミッションコントロール）
  - ディズニーシー・トランジットスチーマーライン昼間　アメリカンウォーターフロント発一周コースとメディテレーニアンハーバー発1周コース（ミッションコントロール）